# Kevin Whately
Kevin George Edward Whately (Newcastle-upon-Tyne, 6 februari 1951) is een Engels acteur. Hij is vooral bekend geworden door zijn rol als Robbie Lewis in de detective-serie Inspector Morse.
Kevin Whately is getrouwd met Madelaine Newton en heeft met haar twee kinderen.
Whately is nooit echt doorgebroken als acteur, omdat hij zijn sterk accent van Newcastle behield (ondanks zijn opleiding als acteur in Londen), wat voor een acteur op dat ogenblik nog ongebruikelijk is.
Maar toch heeft Kevin Whately er al een heuse tv-carrière opzitten. Hij is te herkennen in onder andere The Return of the Soldier (1982), The English Patient (1996) en Footprints in the Snow (2005).
Zijn broer Frank is een leraar in Drama aan de universiteit van Londen.
Na de dood van John Thaw die de rol van Inspector Morse speelde, heeft Kevin Whately zijn eigen televisieserie gekregen, Lewis getiteld. Het laatste en negende seizoen van deze serie is in het najaar van 2015 uitgezonden in het Verenigd Koninkrijk. In totaal zijn er 33 afleveringen gemaakt. Robbie Lewis is in de serie Detective-Inspector en heeft een nieuwe Detective-Sergeant: James Hathaway (gespeeld door Laurence Fox (1978)) als assistent. In 2015 is de serie gestopt en na bijna 30 jaar Lewis gespeeld te hebben (van 1986 tot 2015) heeft Kevin Whately aangeven zich te willen focussen op nieuwe acteerklussen.
The Children is een driedelige Engelse politieserie die in april 2010 door de KRO werd uitgezonden. 
De rol van Cameron wordt gespeeld door Kevin Whately.

## Filmografie
- Shoestring Televisieserie - Bobby Treen (Afl., The Partnership, 1979)
- BBC2 Playhouse Televisieserie - Bob Smith (Afl., The Dig, 1980)
- Angels Televisieserie - Norman Pollard (Episode 6.3, 1980|Episode 6.6, 1980)
- Juliet Bravo Televisieserie - PC Chris Evans (Afl., Coming Back, 1980)
- Strangers Televisieserie - Michael Hobb (Afl., Retribution, 1980)
- Coronation Street Televisieserie - Kevin (Episode 1.2072, 1981|Episode 1.2073, 1981)
- The Return of the Soldier (1982) - Maat van vijandige soldaat
- A Murder Is Announced (Televisiefilm, 1985) - Det. Sgt. Fletcher
- Alas Smith & Jones Televisieserie - Rol onbekend (Episode 4.3, 1987)
- Look and Read Televisieserie - Ray Hilton (10 afl., 1988)
- You Must Be the Husband Televisieserie - Hugo Mansell (Afl., A Bit Prickly in the Morning, 1988)
- Night Voice (Televisiefilm, 1990) - Neil Baldwin
- B & B (1992) - Steve Shepherd
- Skallagrigg (1994) - Sam Hopkins
- Peak Practice Televisieserie - Dr. Jack Kerruish (36 afl., 1993-1995)
- Trip Trap (Televisiefilm, 1996) - Ian Armstrong
- The English Patient (1996) - Hardy
- Gobble (Televisiefilm, 1997) - Colin Worsfold, een ambtenaar
- The Broker's Man Televisieserie - James 'Jimmy' Griffin (12 afl., 1997-1998)
- What Katy Did (Televisiefilm, 1999) - Dr. Philip Carr
- The People's Passion (Televisiefilm, 1999) - Judas
- Pure Wickedness (Televisiefilm, 1999) - Geoff Meadows
- Hilltop Hospital Televisieserie - Dr. Matthews (Stem, 1999)
- Paranoid (2000) - Clive
- Purely Belter (2000) - Mr. Caird
- Inspector Morse Televisieserie - Det. Sgt. Robert Lewis (32 afl., 1987-2000)
- Inspector Morse: Rest in Peace (DVD, 2000) - Sergeant Robert Lewis
- Murder in Mind Televisieserie - Mr. Liddy (Afl., Neighbours, 2001)
- Mersey Beat Televisieserie - Philip Kitchener (Afl., Crying Out Loud, 2001|What Goes Around, 2001)
- Plain Jane (Televisiefilm, 2002) - David Bruce
- Silent Cry (2002) - Dr. Richard Herd
- Comic Relief 2003: The Big Hair Do (Televisiefilm, 2003) - Neville Hope
- Promoted to Glory (Televisiefilm, 2003) - Maj. Nigel Hurst
- The Legend of the Tamworth Two (Televisiefilm, 2004) - Wolf
- Sunday for Sammy 2004 (DVD, 2004) - Neville Hope
- Belonging (Televisiefilm, 2004) - Jacob Copplestone
- Auf Wiedersehen, Pet Televisieserie - Neville Hope (40 afl., 1983-2004)
- The Fourth King (2005) - Verteller
- Dad (Televisiefilm, 2005) - Oliver James
- Footprints in the Snow (Televisiefilm, 2005) - Kevin Hill
- Lewis (Televisiefilm, 2006) - DI Robert Lewis
- New Tricks Televisieserie - Andrew Simson (Afl., Congratulations, 2006)
- Dogtown Televisieserie - Buschauffeur (Episode 1.1, 2006)
- Who Gets the Dog? (Televisiefilm, 2007) - Jack Evans
- The Children (Mini-serie, 2008) - Cameron Miller
- Lewis Televisieserie - DI Robert Lewis 33 afl., 2006-2015)
- Inspector George Gently (Televisieserie 2012) - Donald McGhee - Serie 5 - Gently In The Cathedral

- Gemeinsame Normdatei: 1095670913
- International Standard Name Identifier: 0000 0001 1946 484X
- Library of Congress Control Number: no96047579
- MusicBrainz: 91d67c22-7505-4e36-86a0-5180ac4fcc9f
- Nationale Bibliotheek van Tsjechië: xx0134733
- Nationale Bibliotheek van Israël: 987007320391705171
- Nederlandse Thesaurus van Auteursnamen: 111101786
- Système universitaire de documentation: 129109126
- Virtual International Authority File: 9440556
- WorldCat: E39PBJpjgK7rbpMBHmp3xPHV4q